# قرية التنومة
مركز التنومة تقع في شمال محافظة الأسياح بمنطقة القصيم في المملكة العربية السعودية، وتبعد عن مدينة بريدة 65 كم. تتكون من أكثر من 20 مبنى محاطة بسور شيدت من الطين يعود تاريخها إلى 300 عام.

## الموقع
تقع في شمال محافظة الأسياح بمنطقة القصيم، على الطريق الدولي الذي يربط المنطقة الوسطى بشمال المملكة مرورا بمنطقة القصيم.

## التسمية
سميت بالتنومة نسبة إلى سدرة التنوم وهو شجر موسمي طيب الرائحة.

## تاريخها
ذكرها ياقوت الحموي في كتابه معجم البلدان عندما تحدث عن الروضتين الواقعة في الأسياح وقال " روضتان لبني عامر بن عبد الله بن كريز وهي بين الحنظلة والتنومة بمهب الشمال عن الأسياح عن يمين المصعد إلى مكة عند مفضأ أودية حلة الأسياح"، وذُكرت في بداية العصر العباسي بعدما استحدث طريق الحاج البصري، وتحدث عنها ابن فضل الله في القرن الثامن الهجري بأنها ديار لبني خالد. ويوجد بها قصر عساكر الذي بني من الدولة العباسية لحماية الحجاج البصريين، وهو ما يدل بأنها مستوطنة قديمة.
في بداية القرن العاشر الهجري اشترى مجموعة من الأسياد بئر أم حزم وعلى إثره أصبحت القرية مأهولة بالسكان، وكانت ملتقى القبائل في بداية الدولة السعودية الأولى.

## مذبحة التنومة
في عام 1201هـ تعرضت التنومة لأشهر مذبحة في شبه الجزيرة العربية بعد حصار من الدولة العثمانية دام لستة أشهر، قتل فيها 170 رجلا.

## الآثار
تضم آثار يعود تاريخها إلى القرن الرابع الهجري:
- قصر مارد
- قصر عسكر
- قصر خريف بن فواز في السيح
- قرية أبا الورود القديمة